# Prefeitura de Bruxelas

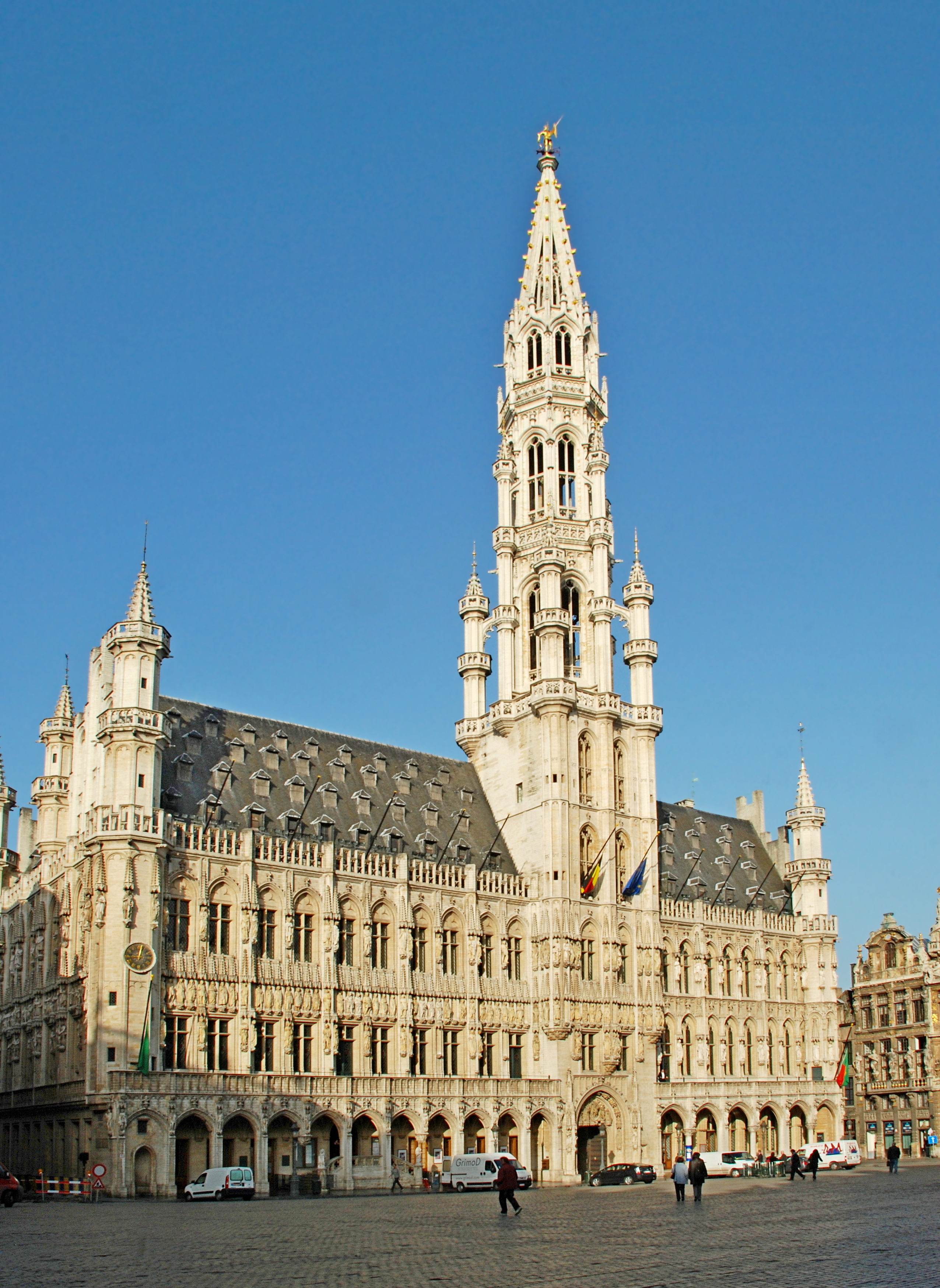
Prefeitura de Bruxelas

A Prefeitura de Bruxelas (Francês: Hôtel de Ville, Holandês: Stadhuis) é um prédio gótico construído na Idade Média. Está localizado no meio do famoso Grand-Place de Bruxelas, na Bélgica.
Sua construção foi iniciada em 1402 sob a direção do arquiteto Jacob van Thienen. Outra parte foi adicionada em 1444 por Carlos, Duque da Borgonha. O campanário foi projetado por Jan van Ruysbroek, arquiteto da corte de Filipe III, Duque de Borgonha. No topo da torre está uma estátua do Anjo Miguel, patrono da cidade de Bruxelas.